# Anne Caillon
Anne Caillon (16 dicembre 1973) è un'attrice francese.

## Biografia
Dopo la laurea in Diritto fiscale ed internazionale alla Sorbona, studia da attrice all'ENSATT (École nationale supérieure des arts et techniques du théâtre) e inizia a lavorare a teatro.
È apparsa nel ruolo di Jess nella serie televisiva Haven (basata sul romanzo Colorado Kid di Stephen King).
Premiata come Migliore attrice protagonista per la sezione TV movie per L'Étrangère al Roma Fiction Fest del 2007.

## Filmografia parziale
- Il commissario Cordier (Les Cordier, juge et flic) - serie TV, episodio 11x05 (2003)
- Engrenages - serie TV, 6 episodi (2005)
- Basic Instinct 2, regia di Michael Caton-Jones (2006)
- L'Étrangère, regia di José Pinheiro (2007)
- UV Seduzione fatale, regia di Gilles Paquet-Brenner (2007)
- La Dame de Monsoreau - miniserie TV (2009)
- La Loi de Murphy, regia di Christophe Campos (2009)
- Haven - serie TV, 3 episodi (2010)
- Hard - serie TV, 18 episodi (2008-2011)
- Tomorrow Is Ours - Il domani è nostro - soap opera (2017-in corso)